# Le Crime d'Oribe
Pour plus de détails, voir Fiche technique et Distribution.
Le Crime d'Oribe (titre original : El Crimen de Oribe) est un film argentin réalisé conjointement par Leopoldo Torres Ríos et son fils, Leopoldo Torre Nilsson et sorti en 1950.

## Synopsis
L'action se situe dans une contrée de Patagonie. Un journaliste de Buenos Aires, immobilisé par une panne de voiture, découvre, à sa stupéfaction, un étrange spectacle en forme de rituel. Dans une demeure, un homme allume, quotidiennement en fin de soirée, les bougies d'un arbre de Noël. Puis, ses filles éclairent, aussitôt, les lumières des pièces de la maison.  Dans la pension de famille où il a trouvé refuge, le journaliste lie connaissance avec le poète Oribe, auquel il consacra, jadis, un article. Il l'entretient, dans le même temps, de l'homme qu'il vient de voir dans cette drôle de maison. Oribe, comme d'autres personnes, lui déconseille de l'approcher : Vermehren, Danois d'origine, ne tolère aucune visite et se sert d'une arme à feu pour éloigner les gens qui tentent d'approcher sa demeure. Pourtant, lorsqu'on apprend la mort de Lucia, l'une de ses quatre filles, Oribe et le journaliste parviennent à entrer chez Vermehren qui, accablé, ne réagit pas. Le Danois est persuadé que quelqu'un s'est immiscé à l'intérieur de la maison, provoquant la mort de sa fille. Un médecin, présent sur les lieux, établit néanmoins formellement que le certificat de décès aurait dû être signé, il y a un an, à la veille de Noël. À cette époque, Lucia fut victime d'une crise cardiaque et le docteur lui avait pronostiqué peu de chances de survie. Vermehren s'explique :  afin de conjurer la fatalité, lui-même et ses filles avaient répété, chaque nuit, les mêmes gestes, avec précision, à seule fin d'arrêter le cours inexorable du temps... Un étranger, en pénétrant dans l'intimité de la famille, avait donc perturbé la cérémonie et causé la mort de Lucia, que Vermehren considère, pour sa part, comme un crime...

## Fiche technique
- Titre du film : Le Crime d'Oribe
- Titre original : El Crimen de Oribe
- Réalisation : Leopoldo Torres Ríos, Leopoldo Torre Nilsson
- Scénario : Arturo Cerretani d'après le roman d'Adolfo Bioy Casares : El perjurio de la nieve
- Photographie : Hugo Chiesa - Noir et blanc
- Musique : Alberto Soifer, Bernardo Stalman
- Montage : José Cardella
- Production : L. Torres Rìos, Rodolfo Hansen pour Mapol
- Durée : 85 minutes
- Pays d'origine :  Argentine
- Sortie : 13 avril 1950
- Genre : Film dramatique/Film fantastique/Film en noir et blanc

## Distribution
- Roberto Escalada : le journaliste, Juan Luis Villafañe
- Carlos Thompson : Oribe
- Raoul de Lange : Vermehren
- Maria Concepción César : Lucia
- Paula Darlan : Ruth Vermehren
- Carlos Cotto : Dr Battis
- Diana Welles : Eugenia
- Delia Cristiani : Adelaïda Vermehren

## Commentaire
- « Le Crime d'Oribe est-il, comme l'a dit en 1950 la critique argentine, "un exercice de style et de virtuosité" ? Dans ce conte de La Belle au bois dormant inversé il y a en germe l'univers intemporel que Leopoldo Torre Nilsson approfondira plus tard [...] Sur le plan éthique, le film fait allusion au problème de la culpabilité ambiguë et du désir masochiste d'autopunition. »[1] Oribe s'efforce d'apparaître comme responsable de la mort de Lucia : il peut ainsi vivre l'expérience par procuration. « Par transfert, Oribe s'oblige à expier car s'il n'est pas coupable d'un crime proprement dit, il se sait, lui, fautif en sa réalité existentielle. De ce thème du conflit entre les deux culpabilités de l'être que Torre Nilsson développera tout particulièrement dans Un Guapo del '900 (Un Dur de 1900), on peut dire qu'il motive les étranges comportements de la plupart de ses personnages. »[2]
- « Le film était plus littéraire que cinématographique [...] Il demeurait inégal, mais sa réussite dans l'approche de la subjectivité l'a rendu important à une époque où la pauvreté intellectuelle [...] et la routine de la production dominaient l'écran argentin. »[3]